# Lokalbahn Willendorf–Neunkirchen
| |                      |                                     |                                     |
| Streckenlänge: | 11,3 km              |                                     |                                     |
| Spurweite: | 1435 mm (Normalspur) |                                     |                                     |
| |                      |                                     |                                     |
| \| \| \| Schneebergbahn von Puchberg \| \| \| \| 0,0 \| Willendorf \| Willendorf \| \| \| \| Schneebergbahn nach Wiener Neustadt \| \| \| \| ~1,5 \| Gerasdorf \| Gerasdorf \| \| \| ~3,5 \| St. Egyden Haltestelle \| St. Egyden Haltestelle \| \| \| \| B26 \| \| \| \| \| Wiener Hochquellen-Wasserleitung \| \| \| \| \| Blätterstraße \| \| \| \| ~6,5 \| Mollram \| Mollram \| \| \| \| Südbahn \| von Wien \| \| \| \| \| \| \| \| \| Verbindung zum Staatsbahnhof \| \| \| \| \| Neunkirchen NÖ (Staatsbahnhof) \| \| \| \| \| Südbahn nach Graz \| \| \| \| \| B17 \| \| \| \| \| Schwarza (unbefahrbar) \| \| \| \| \| Schleppgleise (abgetragen) \| \| \| \| ~11,3 \| Neunkirchen LBf (unbefahrbar) \| Neunkirchen LBf (unbefahrbar) \| \| \| \| AB Brevillier & Urban (abgetragen) \| \| |                      |                                     |                                     |
| Strecke |                      | Schneebergbahn von Puchberg         | Schneebergbahn von Puchberg         |
| Bahnhof | 0,0                  | Willendorf                          | Willendorf                          |
| Abzweig ehemals geradeaus und nach links |                      | Schneebergbahn nach Wiener Neustadt | Schneebergbahn nach Wiener Neustadt |
| Haltepunkt / Haltestelle (Strecke außer Betrieb) | ~1,5                 | Gerasdorf                           | Gerasdorf                           |
| Haltepunkt / Haltestelle (Strecke außer Betrieb) | ~3,5                 | St. Egyden Haltestelle              | St. Egyden Haltestelle              |
| Bahnübergang (Strecke außer Betrieb) |                      | B26                                 | B26                                 |
| Brücke (Strecke außer Betrieb) |                      | Wiener Hochquellen-Wasserleitung    | Wiener Hochquellen-Wasserleitung    |
| Bahnübergang (Strecke außer Betrieb) |                      | Blätterstraße                       | Blätterstraße                       |
| Haltepunkt / Haltestelle (Strecke außer Betrieb) | ~6,5                 | Mollram                             | Mollram                             |
| Strecke von links · Strecke quer · Kreuzung geradeaus oben (Strecke geradeaus außer Betrieb) |                      | Südbahn                             | von Wien                            |
| Strecke · Strecke (außer Betrieb) |                      |                                     |                                     |
| Abzweig geradeaus und von links · Abzweig nach rechts und ehemals nach links · Abzweig geradeaus und von rechts (Strecke außer Betrieb) |                      | Verbindung zum Staatsbahnhof        | Verbindung zum Staatsbahnhof        |
| Bahnhof · Strecke (außer Betrieb) |                      | Neunkirchen NÖ (Staatsbahnhof)      | Neunkirchen NÖ (Staatsbahnhof)      |
| Strecke nach rechts · Strecke (außer Betrieb) |                      | Südbahn nach Graz                   | Südbahn nach Graz                   |
| Bahnübergang (Strecke außer Betrieb) |                      | B17                                 | B17                                 |
| Brücke über Wasserlauf (Strecke außer Betrieb) |                      | Schwarza (unbefahrbar)              | Schwarza (unbefahrbar)              |
| Abzweig geradeaus und von links (Strecke außer Betrieb) |                      | Schleppgleise (abgetragen)          | Schleppgleise (abgetragen)          |
| Bahnhof (Strecke außer Betrieb) | ~11,3                | Neunkirchen LBf (unbefahrbar)       | Neunkirchen LBf (unbefahrbar)       |
| Strecke (außer Betrieb) |                      | AB Brevillier & Urban (abgetragen)  | AB Brevillier & Urban (abgetragen)  |

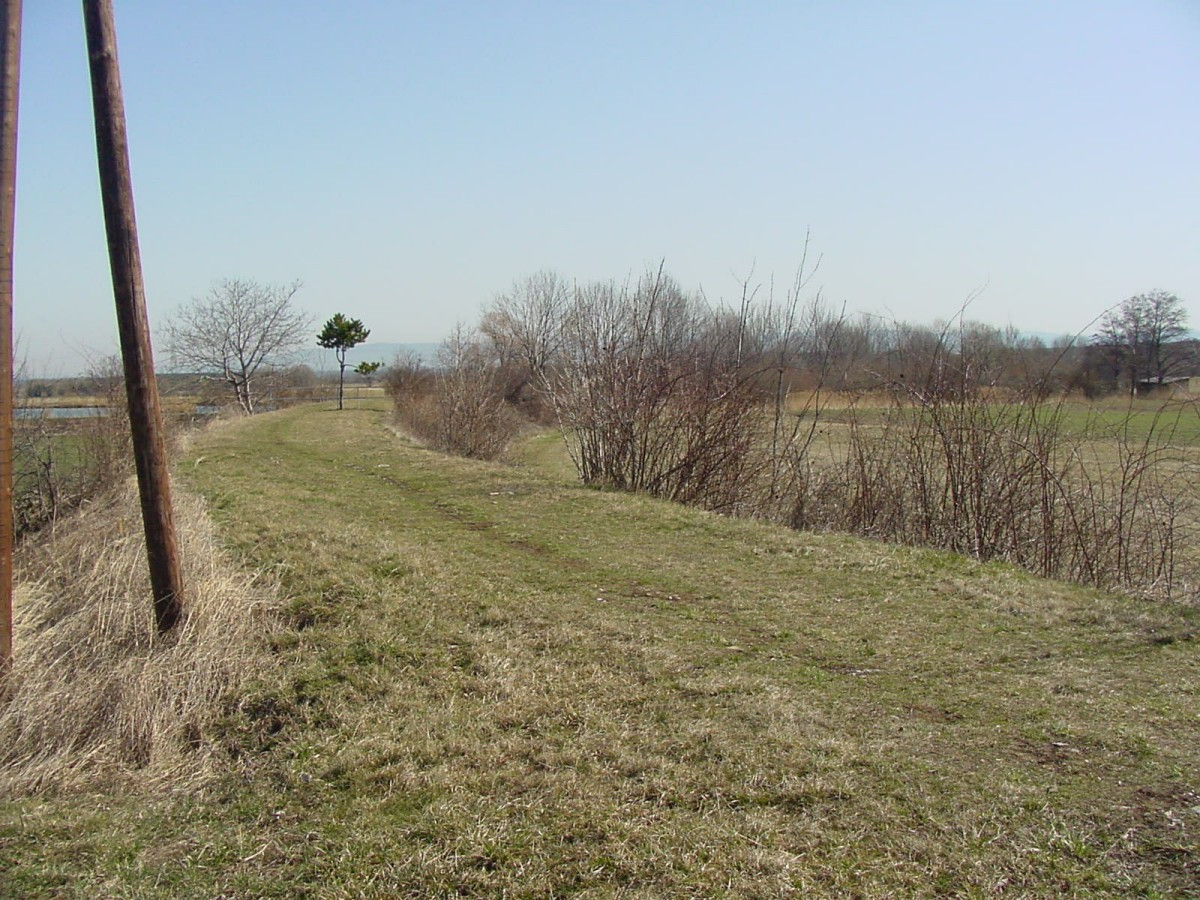
Trasse unweit der Station Willendorf (Aufnahme: Jänner 2007).

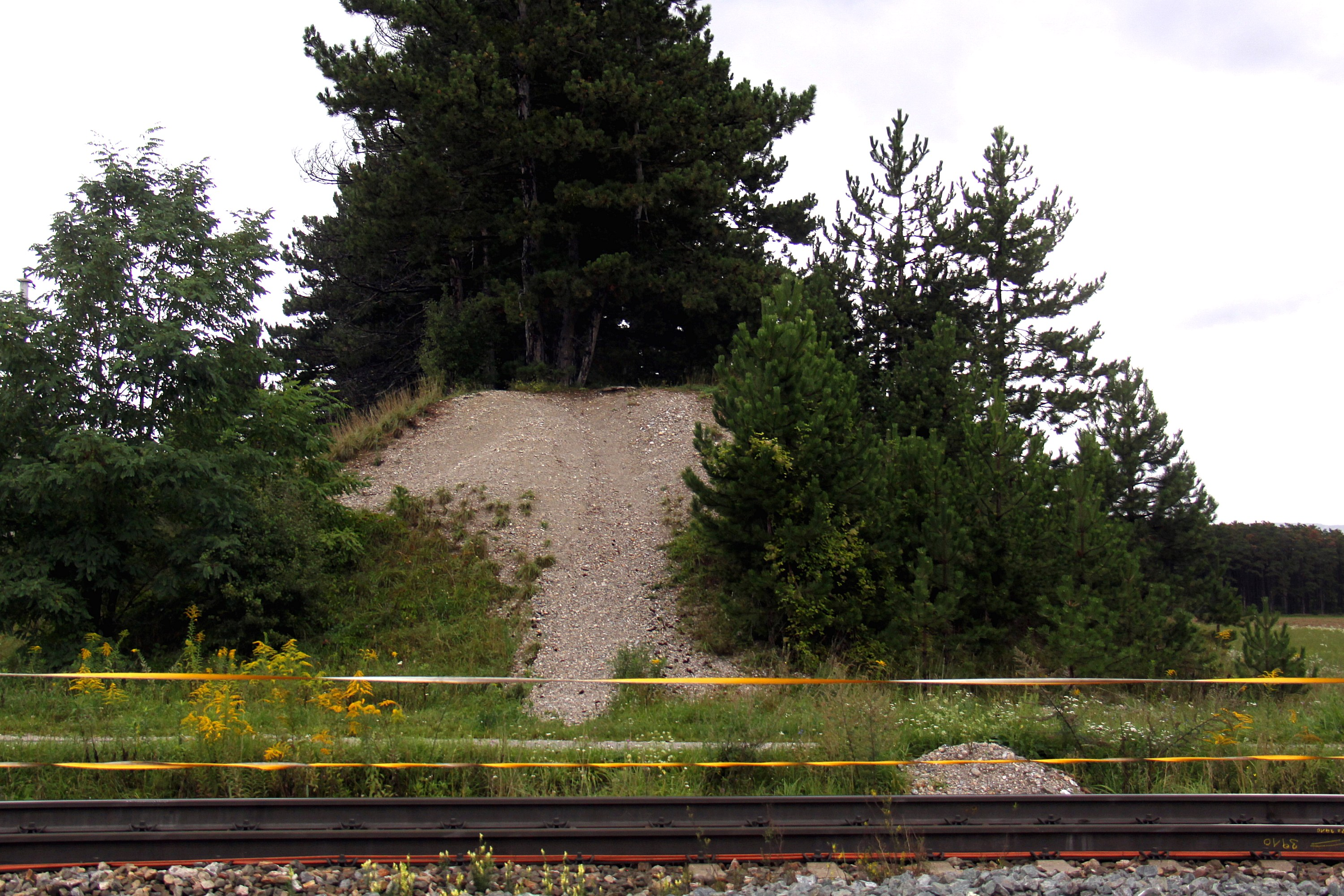
Damm der Lokalbahn bei der Querung der Südbahn

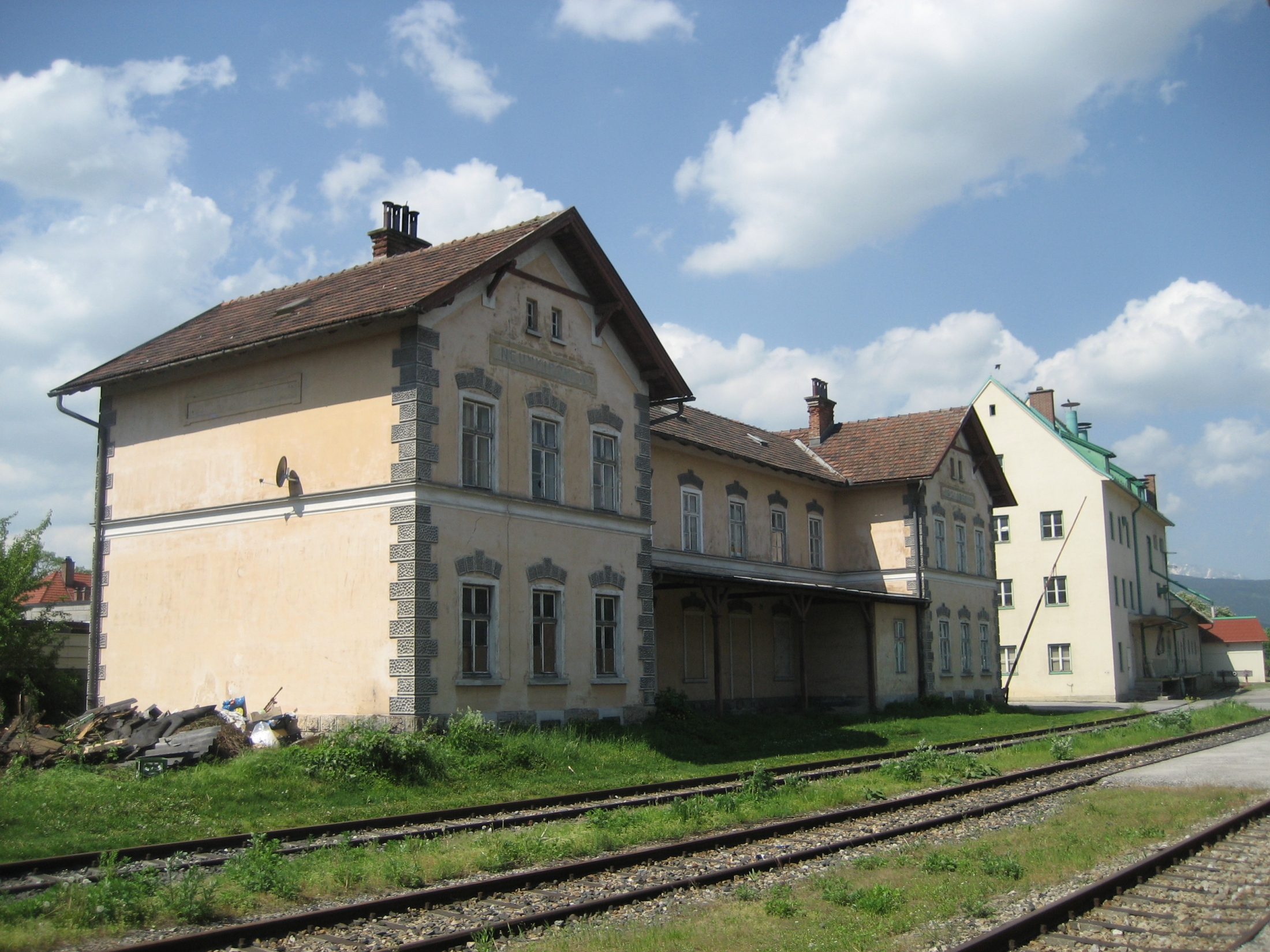
Lokalbahnhof in Neunkirchen

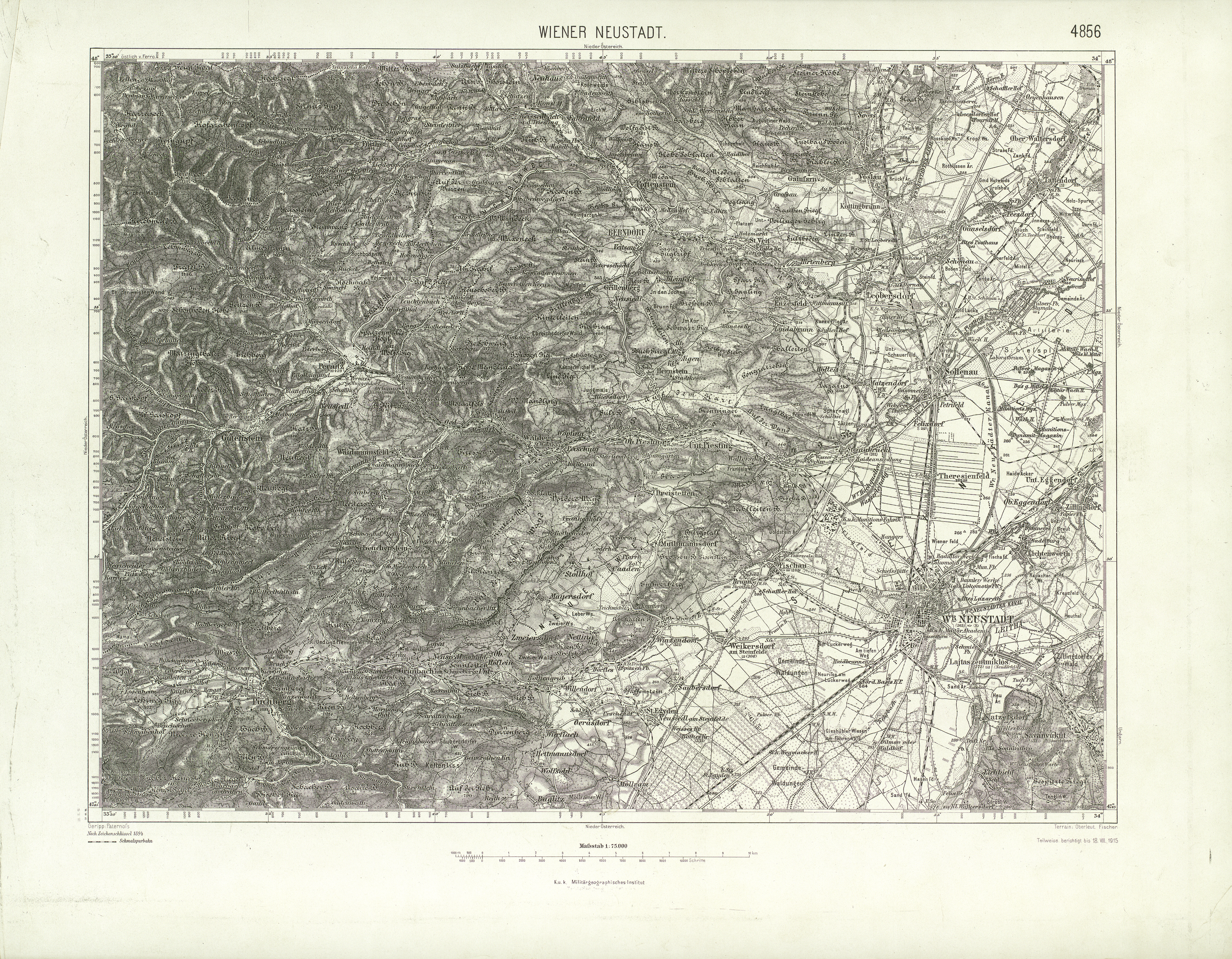
Spezialkarte Wiener Neustadt vom 18. August 1915

Die Lokalbahn Willendorf–Neunkirchen – eigentlich Landesbahn Willendorf–Neunkirchen –  war eine von Willendorf an der Schneebergbahn nach Neunkirchen, Niederösterreich, führende normalspurige Nebenbahn, die im Juni 1909 eröffnet wurde und vorwiegend dem Kohlentransport nach Neunkirchen diente. Nach Einstellung des Personenverkehrs 1933 sowie des Gesamtverkehrs 1942 wurden in unmittelbarer Folge große Teile der Strecke abgetragen.

## Geschichte

### Vorgeschichte und Bau
Die zahlreichen Industriebetriebe in Neunkirchen deckten ihren Steinkohlebedarf aus dem nur knapp 15 km entfernten Bergwerk in Grünbach. Ein Transport mit der Bahn war vor dem Bau der Lokalbahn nur über Wiener Neustadt möglich, was den Transportweg auf über 40 km verlängerte. Für die am südlichen Ufer der Schwarza angesiedelten Betriebe war die Lage des Neunkirchener Staatsbahnhofs in 1–1,5 km Entfernung am nördlichen Stadtrand ein weiteres Hindernis.
Die finanziellen Grundlagen für diese Bahn legte der Niederösterreichische Landtag bereits in den Jahren 1896 und 1898 durch seine Beschlüsse vom 14. Januar 1896 und vom 28. Februar 1898, in denen er einer Garantie für 780.000 Kronen Prioritätskapital zugestimmt hatte. Doch die Verhandlungen über die Trassenführung, Anschlussgleise und Tarife zogen sich über mehrere Jahre hin.
Am 26. Juni 1907 wurde für Bau und Betrieb der Lokalbahn Willendorf–Neunkirchen eine Konzession erteilt. Konzessionär war der niederösterreichische Landesausschuss (für die Niederösterreichischen Landesbahnen). Am 19. Juni 1909 wurde die Strecke feierlich eröffnet, zwei Tage später der fahrplanmäßige Verkehr aufgenommen.

### Streckenverlauf
Vom Ausgangspunkt Willendorf zweigte die Strecke in einer Rechtskurve in südöstlicher Richtung von der Schneebergbahn ab, führte auf Gerasdorf zu und erreichte nach einer engen Linkskurve die Haltestelle des Ortes. Zunächst in südöstlicher Richtung wurde der Höhenzug zwischen Gerasdorf und Mollram in einem weiten Rechtsbogen umfahren. Nach der Haltestelle St. Egyden führte die Bahn nach Süden zwischen den Dörfern St. Egyden und Urschendorf vorbei an Neusiedl am Steinfelde zur Blätterstraße, die niveaugleich gekreuzt wurde. Die nächsten Kilometer verliefen parallel zur Ersten Wiener Hochquellenwasserleitung und der Blätterstraße (heute L 137), an der auch die Haltestelle Mollram lag. Kurz vor Neunkirchen schwenkte die Trasse von der Blätterstraße weg am Waldrand entlang und querte die Südbahn. Die Bahn wurde nicht in den Staatsbahnhof eingeführt, sondern über Lerchenfeld und Wienerstraße zur Schwarza gebaut. Nach der Querung des Flusses und einer 90°-Rechtskurve wurde der Lokalbahnhof () erreicht, dessen Gleisanlagen sich bis nahe der Eisernen Brücke erstreckten.
Die Trassierung durch das Steinfeld war unproblematisch – für den Bau der Bahn waren neben einigen kleineren Dämmen und Durchlässen nur wenige Kunstbauten erforderlich. Erwähnenswert sind die Brücke über die Hochquellenwasserleitung nahe der Blätterstraße, das Überführungsbauwerk über die Südbahn nebst Auffahrrampen und die Gitterbrücke über die Schwarza in Neunkirchen. Der Lokalbahnhof wurde Mittelpunkt eines Netzes von Schlepp- und Anschlussgleisen zu den umliegenden Industriebetrieben. Zum Staatsbahnhof an der Südbahn bestand (und 2011 besteht) für den Güterverkehr ein Verbindungsgleis, das an der Wienerstraße von der Lokalbahn abzweigt(e).

### Niedergang
Bereits im ersten Betriebsjahr belief sich der Nettoabgang auf 5.000 Kronen. Dazu kamen noch zu deckende Betriebszinsen, so dass über 37.000 Kronen an Landesmitteln in Anspruch genommen werden mussten. Die Rechnungsabschlüsse der Folgejahre sahen ähnlich aus. Nach dem Ersten Weltkrieg lag die Industrie im Neunkirchener Becken wirtschaftlich darnieder. Der bescheidene Verkehr richtete sich nach Wiener Neustadt aus, und die Bahn hatte einen immer geringeren Stellenwert. Zufolge der zwischen dem Staate Österreich und den Ländern Wien und Niederösterreich abgeschlossenen Vereinbarungen vom 5. Juli 1922 wurde die Strecke am 15. Juli 1922 (mit Wirksamkeit vom 1. Jänner 1921) in den Pachtbetrieb des Staates übernommen.
Obwohl in Neunkirchen ein Verbindungsgleis von 1,151 km zur Südbahn bestand (welches jedoch nur dem Güterverkehr diente) und auch der Lokalbahnhof näher am Zentrum von Neunkirchen lag, war der fehlende unmittelbare Anschluss für von auswärts kommende Reisende der größte Nachteil dieser Strecke und letztlich Hauptgrund für die Einstellung des Personenverkehrs. Die spätere Autobuslinie nahm ihren Ausgang im Kern von Neunkirchen und fuhr außerdem den Südbahnhof an.
Ab 1. Mai 1933 wurde der Personen-, Gepäck- und Expressgutverkehr eingestellt. Die Verstaatlichung, verbunden mit dem Erlöschen der Konzession am 31. Dezember 1934, erfolgte mit Kundmachung des Bundesministeriums für Handel und Verkehr vom 22. November 1934, wirksam mit 1. Jänner 1935. Mit 15. Juli 1942 wurde die Strecke stillgelegt und noch im selben Jahr größtenteils abgetragen. Übrig blieb (bis in die 1970er-Jahre) ein 700 m langer Gleisabschnitt bei Willendorf (bis ehemaligem Streckenkilometer 0,851), der zur Hinterstellung von Leerwagen für das Grünbacher Bergwerk genutzt wurde. 
Im Zuge der Südbahn-Elektrifizierung im Jahr 1956 erfolgte der Abbau des Überführungsbauwerks. Am 14. Juli 1965 wurde per Bundesgesetz die Veräußerung mehrerer zur Bahntrasse gehörenden Grundstücke um Neunkirchen beschlossen.

### Relikte
Die Streckenführung ist im Gelände noch gut nachvollziehbar, zwischen Willendorf und der Südbahn sind noch Dämme, Durchlässe und Hektometersteine vorhanden, von der Überführung über die Südbahn existiert nur noch die nördliche Auffahrrampe; die beiden Widerlager der ehemaligen Brücke sind abgetragen (siehe Foto von 2014). Das Verbindungsgleis zur Schwarzabrücke und der Lokalbahnhof Neunkirchen existiert noch, ist jedoch nicht mehr befahrbar. Die Anschlussbahn der Neunkirchner Schraubenwerke Brevillier & Urban ist ebenso abgetragen, wie die Gleise der Schleppbahn.